# François Ignace Mangin

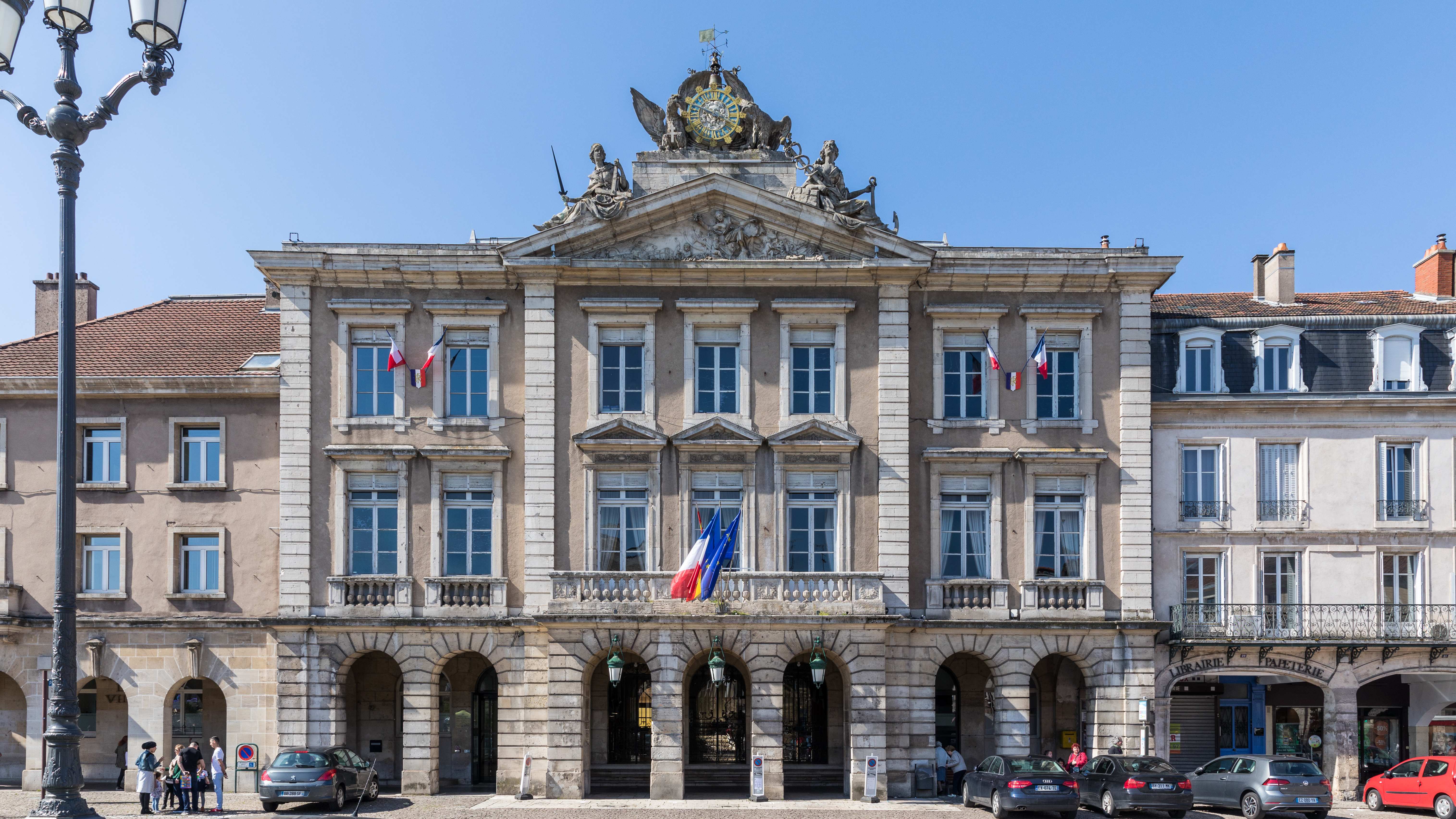
Pont-à-Mousson – Hôtel de ville

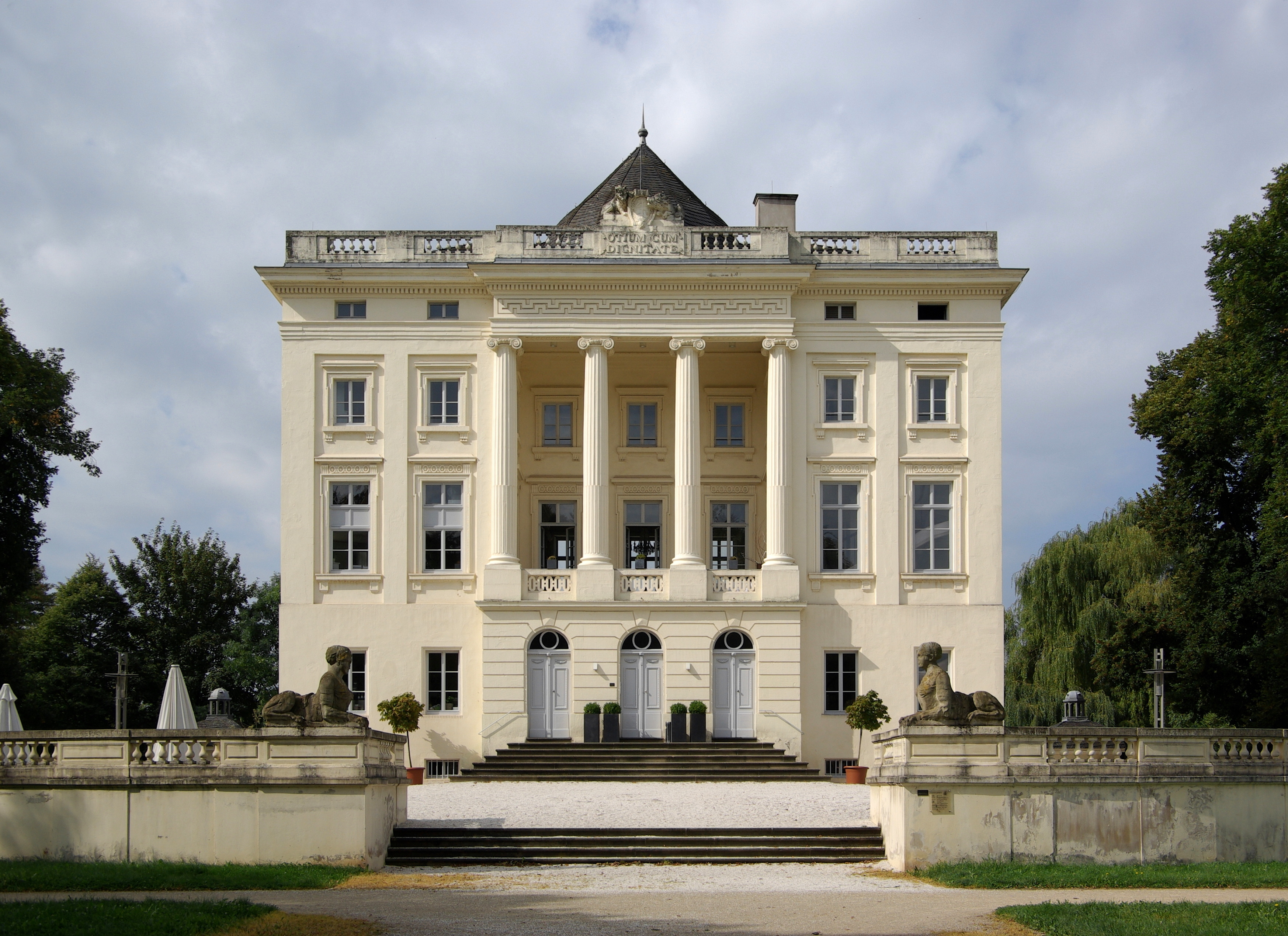
Schloss Monaise bei Trier

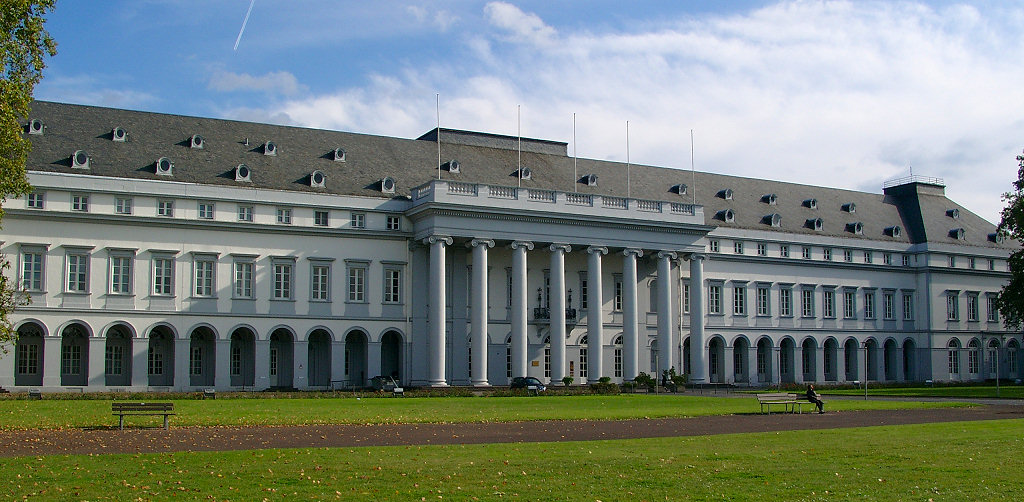
Kurfürstliches Schloss Koblenz

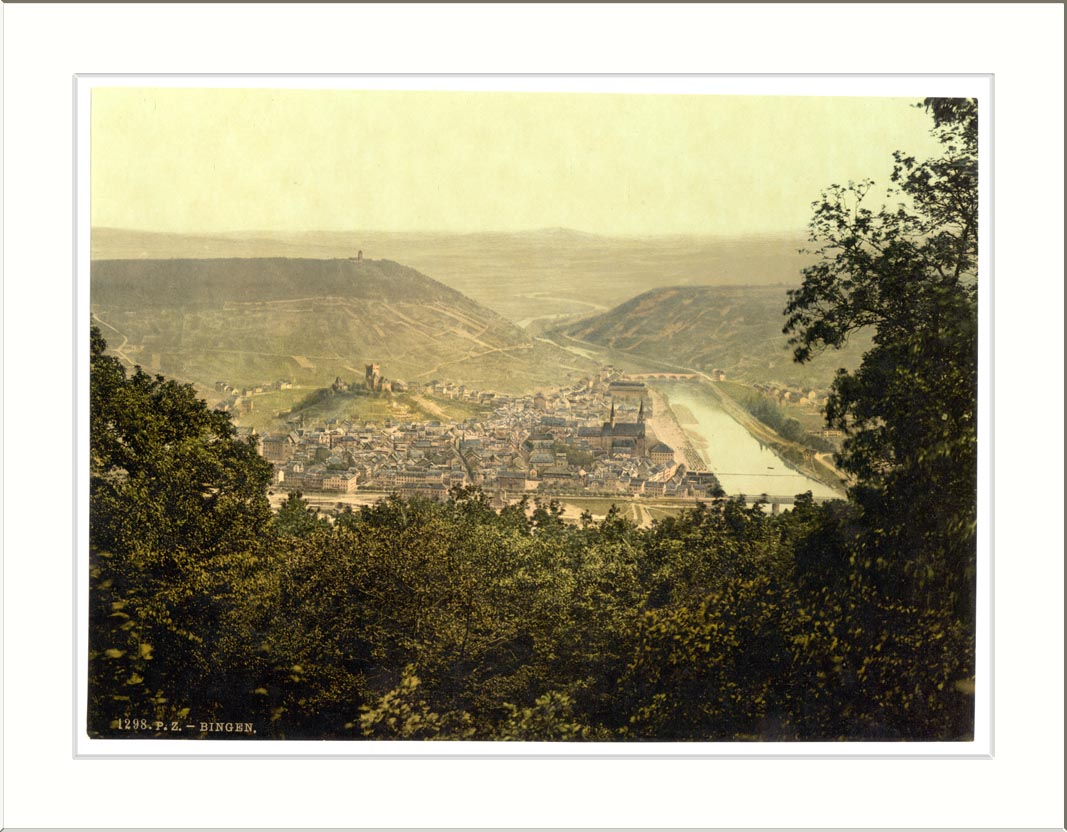
Blick aus dem Niederwald bei Rüdesheim

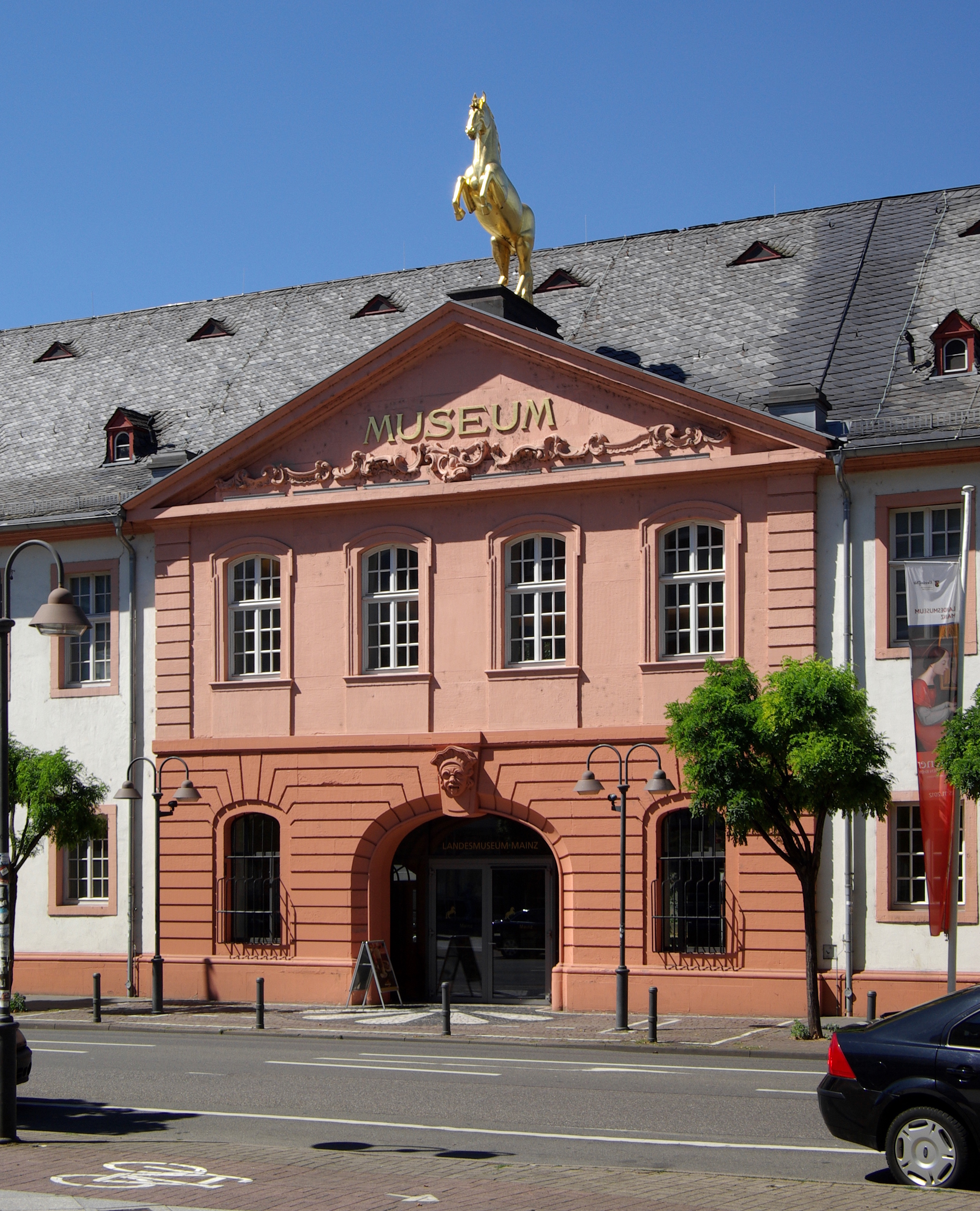
Mainz – Landesmuseum

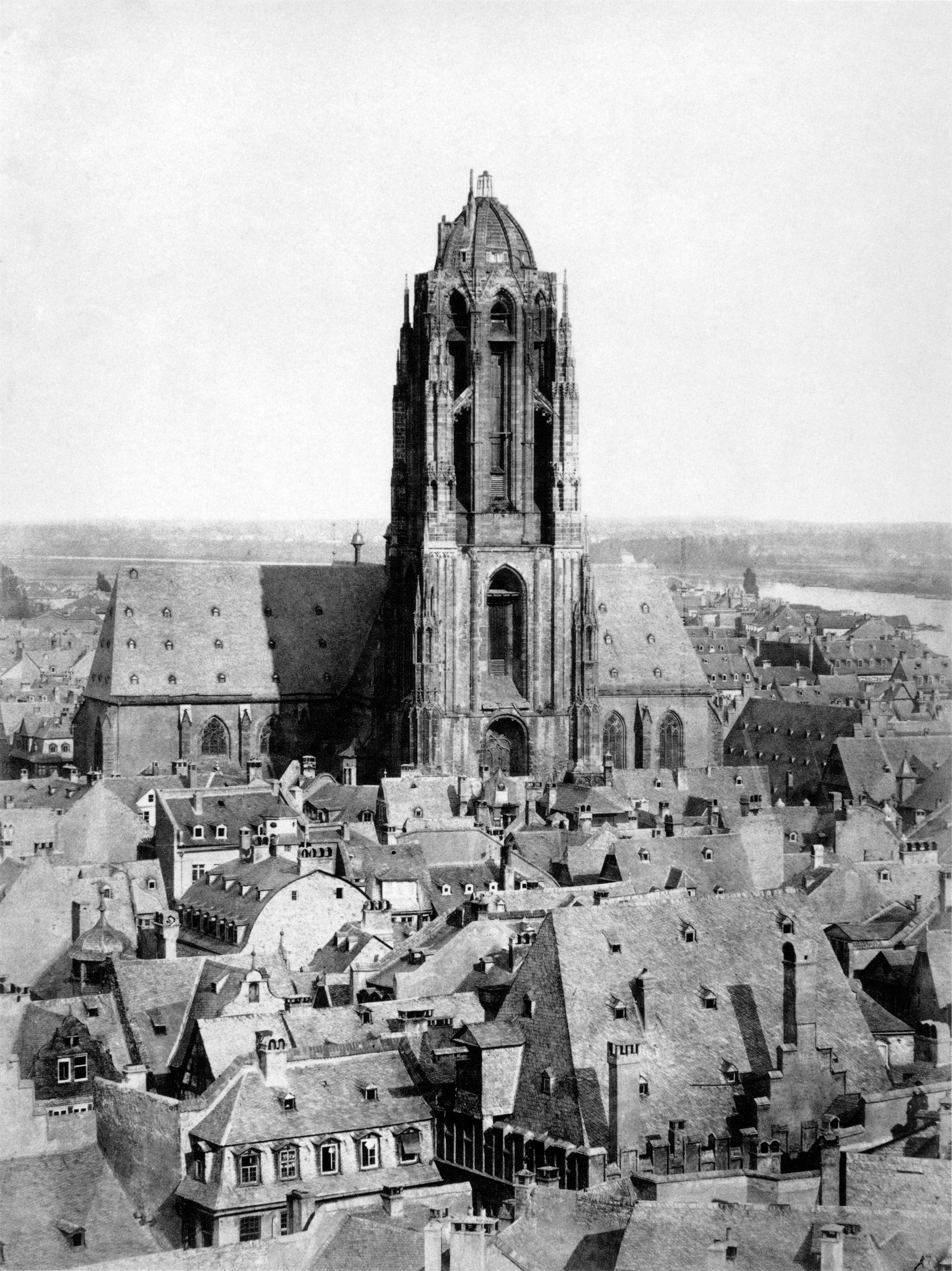
Frankfurter Dom – 1866

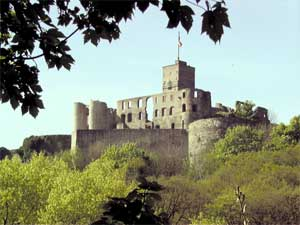
Burgruine Königstein im Taunus

Schloss Rotenburg an der Fulda

Nächtliche Beschießung von Mainz

François Ignace Mangin (* 31. Juli 1742 in Pont-à-Mousson (Département Meurthe-et-Moselle der Region Lothringen); † 1809 Paris) war ein französischer Architekt, nach dessen Plänen eine beachtliche Anzahl kurfürstlicher Bauten in Kurtrier und Kurmainz errichtet worden ist.

## Familie
Mangin war zunächst wie sein Vater Bildhauer in Pont-à-Mousson, zog dann in die etwa 15 Kilometer entfernte kleine französische Gemeinde Corny-sur-Moselle im Département Moselle, näher an der Stadt Metz. Hier heiratete er Christine Manjean; am 21. März 1766 kam der gemeinsame Sohn Jean Francois Xavier Mangin zur Welt. Dieser wurde 1784 Leutnant beim Mainzer Kurfürsten Friedrich Karl Joseph von Erthal, später wechselte er die Seiten und wurde Hauptmann in der französischen Besatzungsarmee unter General Adam-Philippe de Custine. Danach musste er unter Jean-François Jacqueminot unter anderem beim Aufstand der Vendée kämpfen, verlor dort einen Arm und starb dann bei den Kämpfen am Walserfeld.

## Berufliche Laufbahn
In den Jahren 1779 bis 1783 ließ sich der Trierer Domdechant, spätere Dompropst und nachmalige Fürstbischof von Speyer Philipp Franz Wilderich Nepomuk von Walderdorf auf der westlichen Moselseite eine Sommerresidenz im Stil des französischen Frühklassizismus ähnlich dem Petit Trianon von Versailles nach Plänen Mangins errichten. Das in unmittelbarer Nähe des Moselufers gelegene Lustschloss wurde mit seiner Hauptfassade nach Nordosten ausgerichtet und liegt so in direkter Blickachse zur Stadt Trier. Der Name Monaise (auch Mon Aise) bedeutet „Meine Muße“ und verweist auf die ehemalige Funktion des Schlösschens als Sommerresidenz. Außer diesem Schlossbau sind keine weitere Bauten Mangins für Trier bekannt.
Auch beim Neubau des Kurfürstlichen Schlosses in Koblenz, das von 1777 bis 1793 im Auftrag des Trierer Erzbischofs und Kurfürsten Clemens Wenzeslaus von Sachsen im neuen Koblenzer Stadtteil Neustadt erbaut wurde, war Mangin beteiligt. Entwerfender Architekt war zunächst der Pariser Architekt Pierre Michel d’Ixnard, der in Süddeutschland schon mehrere Bauten geplant hatte. Nach Kritik an dessen Schlossplänen wurde ein Gutachten der Pariser Architektenakademie eingeholt, das diese Kritik bestätigte. D’Ixnard wurde entlassen und nunmehr der Franzose Antoine-François Peyre der Jüngere mit den neuen Bauplanungen beauftragt, die einen wesentlich einfacheren und kleineren Baukörper vorsahen. Auf Peyre geht das Schloss in seinem jetzigen Erscheinungsbild zurück. Die Entwürfe für die Gestaltung der Innenräume und der Möbel wurden bis 1787 von François Ignace Mangin erstellt.
Zwischen 1781 und 1786 entstand mit der Mainzer Dompropstei unter dem Dompropst Graf Damian Friedrich von der Leyen ein letzter durch diesen veranlasster Bau. Im Mainzer Domkapitel nahm der Dompropst den ersten Rang ein. Dies war wohl auch der Grund, warum sich die Mainzer Dompröpste 1697 und 1738 bis 1745 schon einmal Neubauten an der gleichen Stelle errichten ließen. Mangin entwarf einen zeitgemäßen Bau als Dreiflügelanlage mit Ehrenhof, bei dem die beiden eingeschossigen Flügelbauten den Corps de logis einrahmten. Die figürliche Ausgestaltung der Fassaden und Räume übernahm der Mainzer Bildhauer Johann Sebastian Barnabas Pfaff (1747–1794). Überreste dieser Arbeiten befinden sich heute im Landesmuseum Mainz.
Von 1787 bis 1791 wurde nach Plänen Mangins das Jagdschloss Niederwald des Johann Friedrich Karl Maximilian von Ostein, eines Neffen des Mainzer Erzbischofs, umgebaut und es wurden im umgebenden Jagdwald, jetzt als Landschaftspark Niederwald bekannt, mehrere Steinbauten errichtet. An besonders markanten Aussichtspunkten wurden ein Monopteros (Tempel) mit einem von meterhohen Säulen getragenen Kuppeldach, die künstliche Ruine Rossel, der Rittersaal sowie die Zauberhöhle mit Zauberhütte erbaut. In erster Linie war diese Inszenierung der Landschaft als Vorläufer der Rheinromantik dem Grafen und seinen Gästen vorbehalten, aber zu bestimmten Terminen kam auch die Bevölkerung in ihren Genuss. Besonders der 1788 von Mangin für Graf von Ostein errichtete romantische Monopteros ist heute noch eine Attraktion. Mangin ließ die Rotunde auf acht römischen Säulen aus rotem Sandstein ruhen und das Gewölbe ausmalen. Viele berühmte Persönlichkeiten besuchten diesen romantischen Ort, darunter auch Clemens Brentano, Ludwig van Beethoven und Johann Wolfgang von Goethe am 3. September 1814. Er sprach ergriffen von der überaus prächtigen Schönheit des Rheingaus. Im November 1944 wurde der Tempel bei alliierten Bombenangriffen zerstört. Anfang des 21. Jahrhunderts erfolgte mit erheblichem Aufwand der Wiederaufbau des Monopteros.
1790–1791 fertigt er als Ingenieurleutnant J. F. X. Mangin Pläne der Festung Königstein im Taunus an, die 1792 dann bombardiert wurde.
1790 war François Ignace Mangin an den Entwürfen zur Dekoration des Kaiserdoms St. Bartholomäus anlässlich der Krönung von Kaiser Leopold II. am 9. Oktober 1790 in Frankfurt am Main beteiligt. Diese Arbeiten wurden von Goethe ausdrücklich gelobt.
1790 erhielt Mangin vom Landgrafen Karl Emanuel von Hessen-Rotenburg, dem vorletzten Herrscher der Kasseler Nebenlinie Hessen-Rotenburg, den Auftrag zur Neuerrichtung des Nordflügels des Schlosses in seiner Residenz Rotenburg im klassizistischen Stil und zur vollständigen Abtragung des älteren Ostflügels. Die Konzeption des ursprünglich zweigeschossigen Vierflügelbaus im Renaissancestil mit seinen vier markanten Eck-Treppentürmen am Ufer der Fulda, den zwischen 1571 und 1607 Landgraf Wilhelm IV. von Hessen-Kassel und dessen Sohn Moritz als Sommersitz erbauen ließen, wurde aufgegeben. Durch die Mitwirkung von Mangin ist das heutige Schloss nur noch eine den damaligen Baugewohnheiten entsprechende Dreiflügelanlage.
Am 18. April 1793 erhielt Mangin einen Auftrag zur Herstellung einer Skulptur für einen Seitenaltar des Mainzer Doms. Der Auftrag wurde wenig später wegen drohender Kriegsgefahr wieder zurückgezogen.
Bei der Belagerung der Stadt Mainz wurde die sechs Jahre zuvor von Mangin neu errichtete Dompropstei am 29. Juni 1793 so stark beschädigt, dass es zu einem Wiederaufbau schon aus Zeitgründen nicht mehr kam, musste doch 1797 der kurfürstliche Hof zu Mainz bereits vier Jahre später die Stadt erneut verlassen. Im Jahr 1808 wurden die letzten Überreste der Dompropstei zugunsten des heutigen Gutenbergplatzes abgerissen. Die Propstei stand etwa an der Stelle, an der sich heute das Staatstheater Mainz an der Ludwigsstraße befindet. Goethe hatte die palastartige architektonische und dekorative Ausführung des Baues durch den Architekten zunächst sehr gelobt, beschuldigte aber Mangin 1793 der Brandstiftung am eigenen Bauwerk. Wahrscheinlich war der Brand allerdings eine Folge der am 17. Juli 1793 begonnenen Bombardierung der von den Franzosen besetzten Stadt durch die Preußen, die zur Zerstörung zahlreicher wichtiger Gebäude geführt hatte.